# Джонатан Річардс
Джонатан Річардс  (англ. Jonathan Richards, 31 березня 1954) — британський яхтсмен, олімпійський медаліст.

## Виступи на Олімпіадах
| Олімпіада         | Дисципліна         | Місце |
| ----------------- | ------------------ | ----- |
| Лос-Анджелес 1984 | Летючий голландець | 3     |

## Зовнішні посилання
- Досьє на sport.references.com [Архівовано 5 листопада 2012 у Wayback Machine.]

1. ↑  Sports-Reference.com